# Symphorien Champier
Symphorien Champier (1471-1539), médico humanista francés, nacido en Saint-Symphorien, cerca de Lyon. Doctor en medicina de Montpellier, aunque también estudió en la Universidad de París, fue el primer médico del duque de Lorena.
Siguió como soldado al duque en la campaña contra Italia llevada a cabao por el rey Luis XII, asistiendo a varias batallas. Después de algunos años en Italia, Suiza, Lorena y el norte de Francia, fijó su residencia en Lyon. Cultivó su artes de medicina junto a François Rabelais, creando entre ellos el Colegio de médicos de Lyon. Inspiró e impulsó a Miguel Servet para que se dedicara a la medicina.
Su renombre radica en la publicación de muchos libros de medicina, que fueron publicados por editores como Sébastien Gryphe, el cual también editó las famosas Centurias de Nostradamus. Champier realizó cuatro tratados versándose en los trabajos griegos y árabes. Fue el autor de más de 50 obras de medicina, matemática, arqueología, poesía, moral y teología.

## Algunas de sus obras
- Symphonia Platonis cum Aristotele et Galeni cum Hippocrate Hippocratica philosophia ejusdem (Paris 1516)
- Speculum Galeni (Lyon 1517).
- De quadruplici vita (Lyon 1507).
- Periarchon, id est de principiis Platonicarum disciplinarum omniumque doctrinarum (1514).
- Janua logicae et physicae (Lyon 1496).
- Chroniques de Savoie (1516).
- Vie de Bayard (1525).

- Multimedia en Commons.

- Datos: Q369219
- Multimedia: Symphorien Champier / Q369219